# جعفرآباد
 جعفرآباد  أو ( الجعفرية )، قرية زراعية عامرة ملاصقة لبادية كوخرد الجنوبية، تابعة لناحية كوخرد  (بالفارسية: بخش كوخرد)  من توابع مدينة بستك في محافظة هرمزگان في جنوب إيران. بناها الحاج جعفر الكبير، عميد قبيلة آل جعغر، لذلك سميت بـ(جعفرآباد) بالفارسية ومعناه عمارة جعفر. ومن أسمائها: « مُؤهِ مُهمَد ».

## حدود جعفرآباد
من الشمال: نهر مهران، ومن الجنوب وادي جان وسد جابر، ومن الغرب قرية نخل شيخيا، ومن الشرق تنتهي بـقرية كلكادي.

## المزارع والبساتين
بها مزارع النخيل وآبار عذبة، مطلة على وادي جان الذي يشتهر بمزارعه وبساتينه الخضراء، والآبار الارتوازية.

## الآثار القديمة
وبها بعض الآثار القديمة، منها الخروس مدفونة في باطن الأرض (الخروس: جمع خرس: يسمى الصغير منها « الحب» و« الزير» وخروس كانوا يصنعونه من الفخار للماء، وكذلك للحبوب والتمور). كان الناس يخزنون فيها مياه الأمطار.ويرجع تاريخها إلى القرن التاسع الهجري، وبيوت قديمة مبنية من « اَلمَــدَر» (المدر: قطع الطين اليابس، أو التراب المتلبد، يسمى بالعامية « كُـلام» بضم الكاف). وآثار لمنازل آجداد آل جعفر، وسدود صاروجية قديمة، ومن أسماءها (نخل مُهمَدي) أو حي الجعافرة. ورده شعراً:
- يقول الشاعر راستی في هذه الأبيات الجميلة بالفارسية :

وجعفرآباد من أخصب القرى وأكثرها مياهاً وزرعاً ونخلاً، ومخازن المياه كثيرة منها السدود والبرك والخروس، وكان سكان القدماء يحفرون حفراً على سفوح الجبال والتلال وبواطن الأودية والسهول، ويضعون فيها خروساً لحفظ مياه الأمطار إذا سالت الأودية، والاستفادة منها فيما بعد، والخروس كانت مصنوعة من الفخار، أما الآن فيبنون الخروس من الحجارة والأسمنت ويسمونها باللهجة المحلية(خمئه سميتي)، وهي منتشرة في أعالي الجبال وفي الأماكن الوعرة. وكانوا يحفظون مياه الشرب في الزير، والحب للتبريد، (حب، والحب: جرة أو الضخمة من الجرار والخابية. وهي فارسية معربة).

## موقع القرية عل خارطة غوغل ماب
- موقع قرية جعفرآباد على: Google Maps

## وصلات خارجية
- الادارية لمحافظة هرمزگان
- الادارية لمحافظة هرمزگان (بلده كوخرد)